# Château de Cortenbach
Le château de Cortenbach (néerlandais : Kasteel Cortenbach) est un château classique du Limbourg situé à Voerendaal ; il est classé monument national.

## Galerie

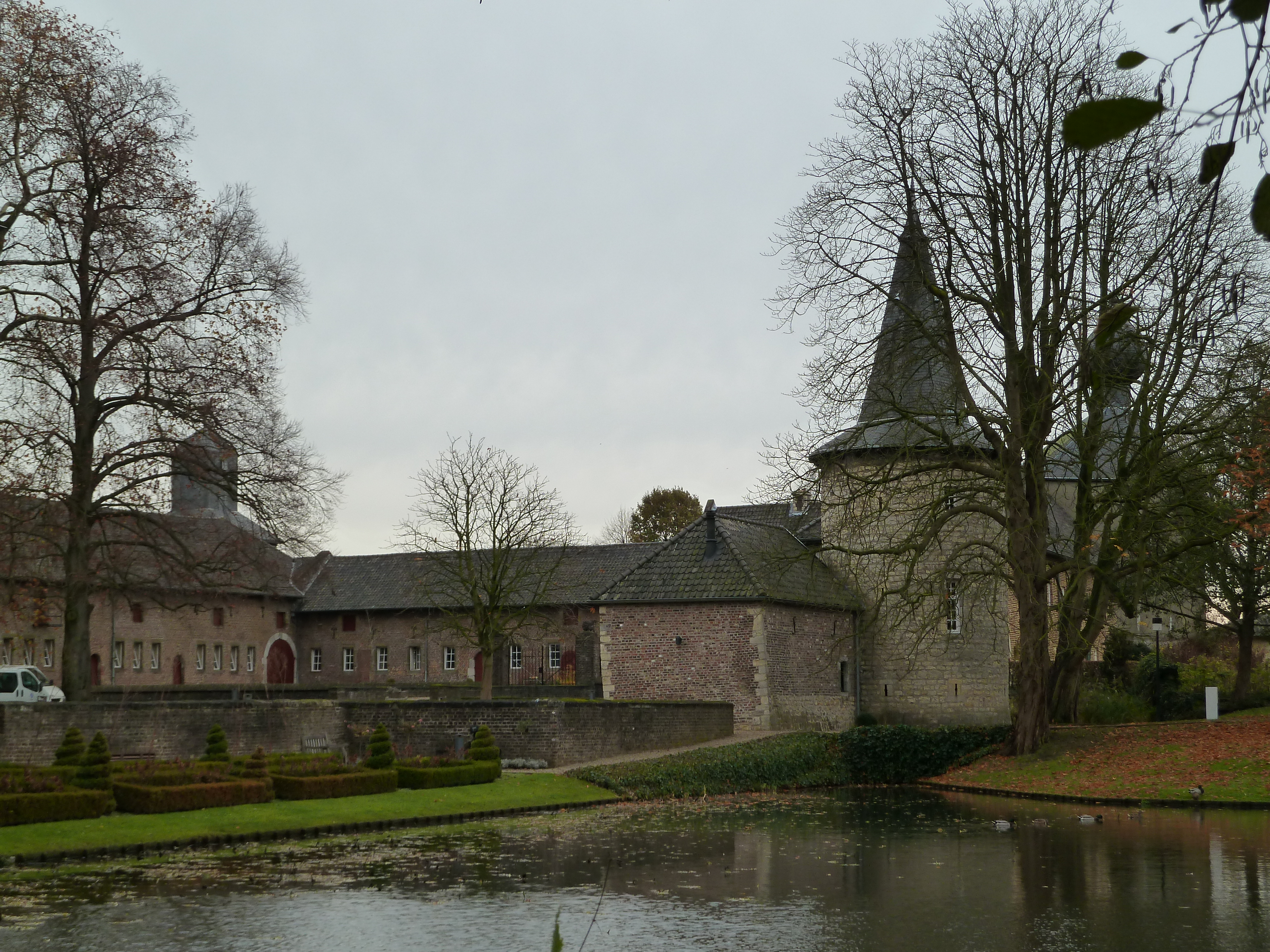
Cour intérieure.
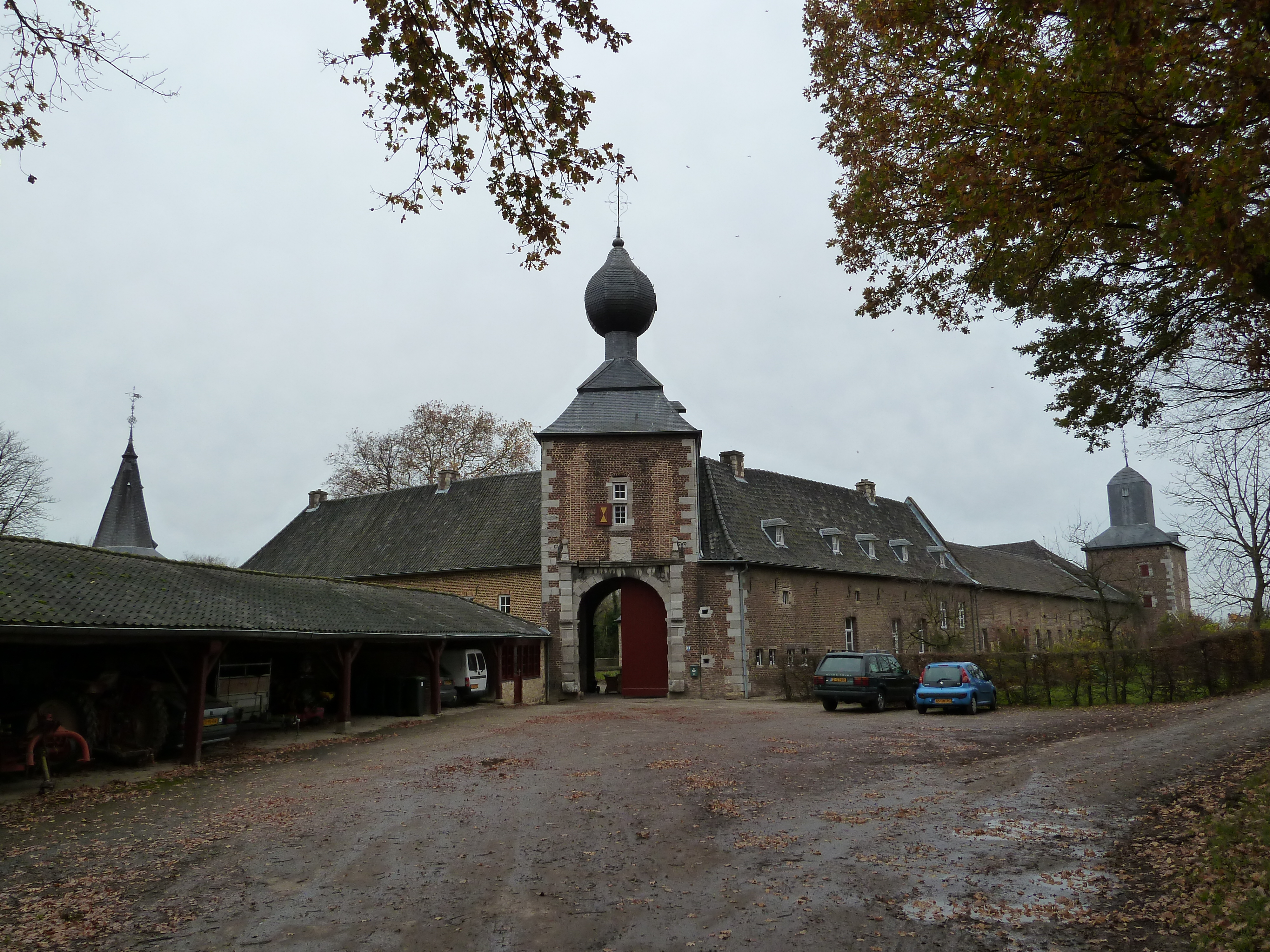
La forteresse et ses trois tours.
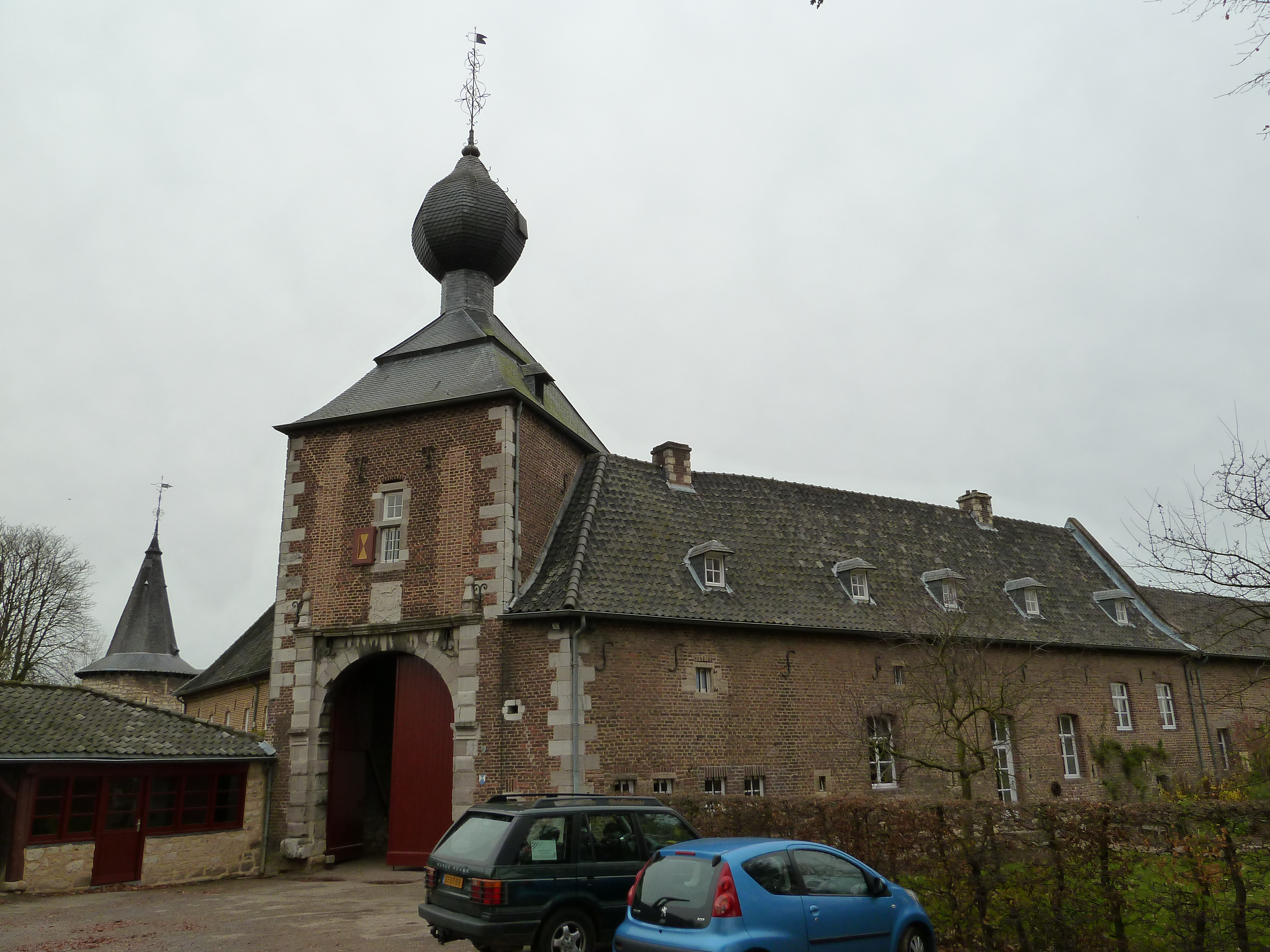
La tour du milieu et son clocher à bulbe.
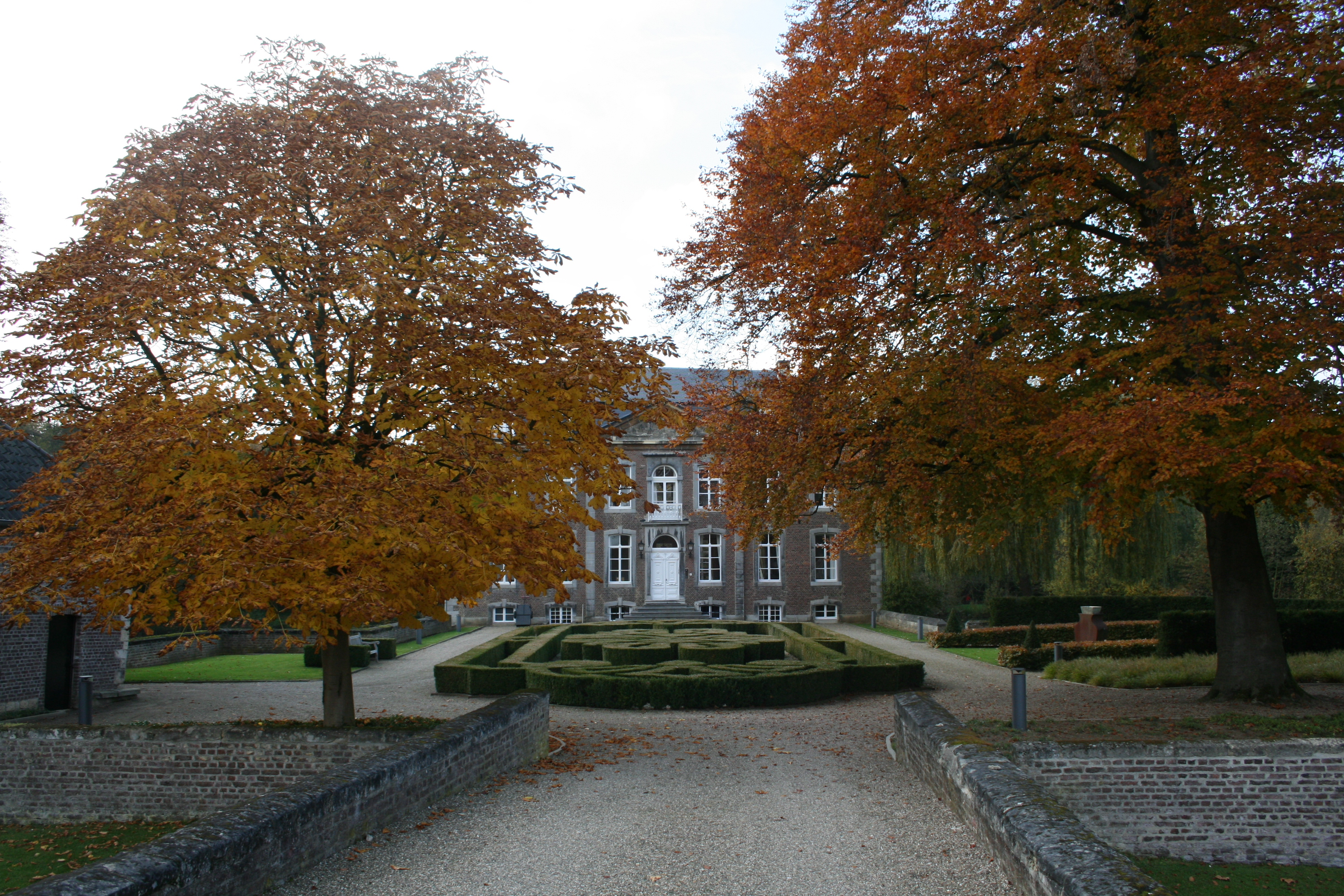
Façade avant du château vu de la ferme d'en face.
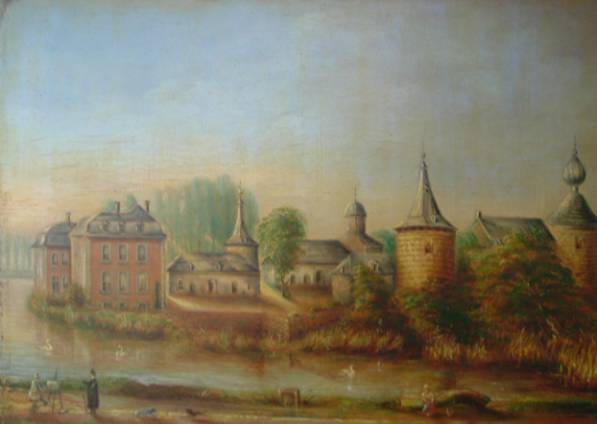
Peinture du château par Jonkheer Willem Hendrik Teding van Berkhout. 1889